# Sabicea gracilis
Sabicea gracilis är en måreväxtart som beskrevs av Herbert Fuller Wernham. Sabicea gracilis ingår i släktet Sabicea och familjen måreväxter.

## Underarter
Arten delas in i följande underarter:
- S. g. gracilis
- S. g. microcalyx